# Ca la Pruna (Pals)
Ca la Pruna és una casa fortificada del segle xvi, situada extramurs al començament del municipi de Pals (Baix Empordà), i inclosa en l'Inventari del Patrimoni Arquitectònic de Catalunya.

## Descripció
L'edifici, situat a la banda meridional de Pals, entre els carrers de Paul Companyó i de la Creu, està construït damunt una base rocosa i, per tant, adaptat al desnivell del terreny, té la planta irregular i la façana principal orientada a migdia. Consta de planta baixa, dos pisos i coberta de teula. Als extrems SO i SE hi ha dues torres, ambdues de base quadrada i carreus regulars als angles. La façana principal presenta una porta d'accés d'arc de mig punt amb grans dovelles de pedra, obertures en general allindanades i una galeria superior al segon pis amb pilars de granit que sostenen un entaulament de fusta. La finestra central és d'arc lobulat i té decoració escultòrica. Les dues façanes SO i NO laterals formen un angle obtús i conserven com a elements més remarcables interessants finestres gòtiques de dimensions reduïdes i dues garites cilíndriques als angles, de base decreixent. Hi ha dues façanes orientades a l'est, la més remarcable de les quals és la SE, que presenta tres contraforts i diverses obertures de tipologia diferent i que en conjunt responen a modificacions realitzades.

## Història
"Ca la Pruna" és la denominació actual del mas Illa, una de les cases més importants en la història medieval i moderna de Pals. Va ser en el seu origen un casal situat fora del nucli de Pals, extramurs. Els membres de la família Illa apareixen documentats ja a principis del segle xv, vinculats al cultiu i la comercialització de cereals, principalment l'arròs. De fet, inventaris antics revelen l'existència d'un molí arrosser a la planta baixa del mas. L'edifici fou cremat durant la primera guerra carlina (1833) i sensiblement alterat per les restauracions de la dècada de 1970. Malgrat tot, encara són visibles restes de murs baixmedievals i diferents ampliacions dels segles XVI-XVIII.
L'edifici va ser adquirit per tres veïns de Pals (els senyors Antoni Vila Casas, Francesc Jover i Xavier Millet Tusell) i donada al municipi com a Casa de Cultura.

## Museu Casa Cultura Ca la Pruna
Un cop l'edifici va ser adquirit per l'Ajuntament de Pals, es va constituir el Museu Casa Cultura Ca la Pruna, un centre cultural on s'hi organitzen diverses activitats. Actualment ofereix l'exposició permanent "Viure a pagès", la qual mostra una selecció de les peces cedides pel matrimoni Josep M. Fàbrega i Mercè Auguet. Ambdós tenien una gran sensibilitat per recuperar i donar a conèixer el món de la pagesia, per aquest motiu van reunir una col·lecció de més de cinc-cents objectes que va ser donada a l'Ajuntament de Pals l'any 2015. L'exposició conté una gran varietat d'eines de pagès, mesures i pesos, explca l'ús que se li donava als animals, les estances d'una masia catalana, etc.
A més, a l'estiu, acull diverses exposicions de pintura, escultura, ceràmica... i durant l'hivern s'hi organitzen diferents activitats culturals com ara conferències, cursos, cinema, reunions d'altres entitats socials, etc. També és la seu de dues entitats: la Comunitat de Regants i l'Associació per a la Defensa Vegetal de l'ArròsE.